# 釜蔚慶
釜蔚慶（：／ Buulgyeong */?）是韓國除首都圈之外，人口密度第二高的大型都會區，範圍包括釜山廣域市、蔚山广域市與慶尚南道，位於韓國東南部的岭南地方。該區占地12,424km²，有超過800萬的人口（2014年統計），約佔全國人口的17%。